# Condola Rashād
Condola Phylea Rashād (New York, 11 dicembre 1986) è un'attrice statunitense, attiva soprattutto in campo teatrale e televisivo.

## Biografia
Figlia dell'attrice Phylicia Rashād (celebre per il ruolo televisivo di Claire Robinson, la moglie del protagonista Cliff nella sitcom di successo degli anni ottanta I Robinson) e di Ahmad Rashād, ex giocatore di football americano, Condola Rashād si è laureata al California Institute of the Arts nel 2008. Nel 2009 è stata nominata al Tony Award per la sua interpretazione in Stick Fly e ha vinto il Theatre World Award (categoria Best Debut Performance in the Off-Broadway), oltre a ricevere una nomination al Drama Desk Award.
Sul piccolo schermo debutta nello stesso anno, in un episodio della fortunata serie The Good Wife; è il primo di una serie di ruoli in serie TV, tra cui spiccano la partecipazione nel cast principale di Smash e di Billions (nel ruolo di Kate Sacher). Ha partecipato nel 2012 a Steel Magnolias, film TV remake di Fiori d'acciaio, commedia drammatica del 1989 di Herbert Ross, nel ruolo di Shelby, che nell'originale era di Julia Roberts. Sul grande schermo si segnala la partecipazione a Money Monster - L'altra faccia del denaro di Jodie Foster (2016).

## Filmografia

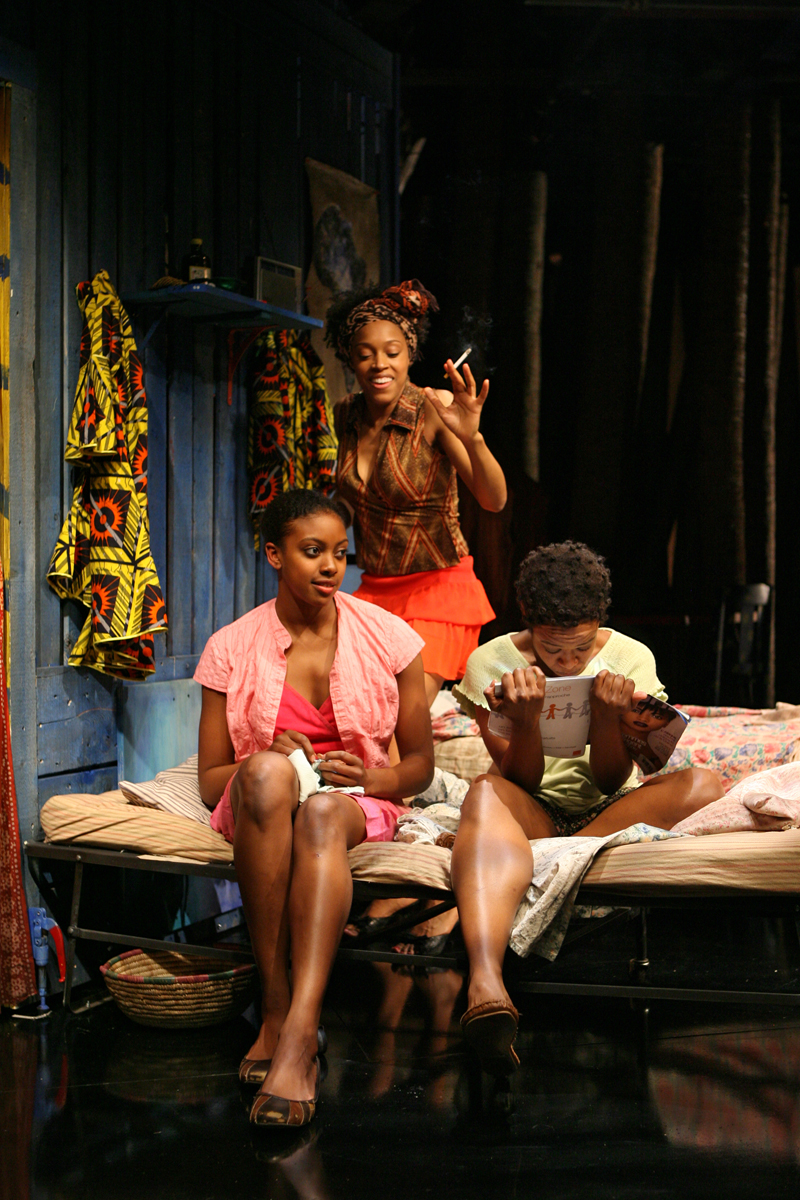
Condola Rashād (a sinistra) nel dramma Ruined a teatro

### Cinema
- Sex and the City 2, regia di Michael Patrick King (2010)
- Money Monster - L'altra faccia del denaro (Money Monster), regia di Jodie Foster (2016)
- Bikini Moon, regia di Milčo Mančevski (2017)
- Domenica (Come Sunday), regia di Joshua Marston (2018)
- Good Posture, regia di Dolly Wells (2019)

### Televisione
- The Good Wife - serie TV, 1 episodio (2009)
- Law & Order: Criminal Intent - serie TV, 1 episodio (2010)
- Georgetown - serie TV, 1 episodio (2011)
- Smash - serie TV, 3 episodi (2012-2013)
- Submissions Only - serie TV, 2 episodi (2012)
- Steel Magnolias - film TV, regia di Kenny Leon (2012)
- 30 Beats - film TV, regia di Alexis Lloyd (2012)
- Master of None - serie TV, 2 episodi (2014-2015)
- Billions - serie TV, 84 episodi (2016-2023)

### Doppiaggio
- The Prince - serie TV, 12 episodi (2021)

## Teatro
- Ruined di Lynn Nottage, regia di Kate Whoriskey. Goodman Theatre di Chicago (2008), New York City Center dell'Off-Broadway (2009), Geffen Playhouse di Los Angeles (2010)
- Stick Fly di Lydia R. Diamond, regia di Kenny Leon. Cort Theatre di Broadway (2011)
- The Trip to Bountiful di Horton Foote, regia di Michael Wilson. Stephen Sondheim Theatre di Broadway (2013)
- Romeo e Giulietta di William Shakespeare, regia di David Leveaux. Richard Rodgers Theatre di Broadway (2013)
- A Doll's House, Part 2 di Lucas Hnath, regia di Sam Gold. John Golden Theatre di Broadway (2017)
- Santa Giovanna di George Bernard Shaw, regia di Daniel J. Sullivan. Samuel J. Friedman Theatre di Broadway (2018)

## Riconoscimenti
- Tony Award
  - 2012 – Candidatura alla miglior attrice non protagonista in un'opera teatrale per Stick Fly
  - 2013 – Candidatura alla miglior attrice non protagonista in un'opera teatrale per The Trip to Bountiful
  - 2017 – Candidatura alla miglior attrice non protagonista in un'opera teatrale per A Doll's House, Part 2
  - 2018 – Candidatura alla miglior attrice protagonista in un'opera teatrale per Santa Giovanna